# USS John H. Dalton (SSN-808)
| «Джон Г. Далтон»             | «Джон Г. Далтон»                                                             | «Джон Г. Далтон»                                                             |
| ---------------------------- | ---------------------------------------------------------------------------- | ---------------------------------------------------------------------------- |
| USS John H. Dalton (SSN-808) |                                                                              |                                                                              |
|                              |                                                                              |                                                                              |
|                              |                                                                              |                                                                              |
| Під прапором                 | США                                                                          | США                                                                          |
| Сучасний статус              | Замовлений                                                                   | Замовлений                                                                   |
| Проєкт                       |                                                                              |                                                                              |
| Тип ПЧ                       | Підводний човен атомний багатоцільовий з ракетами крилатими типу «Вірджинія» | Підводний човен атомний багатоцільовий з ракетами крилатими типу «Вірджинія» |
| Основні характеристики       |                                                                              |                                                                              |
| Швидкість (підводна)         | 25-34 вузлів (46- 62км/год)                                                  | 25-34 вузлів (46- 62км/год)                                                  |
| Робоча глибина занурення     | 240 м                                                                        | 240 м                                                                        |
| Гранична глибина занурення   | 500 м                                                                        | 500 м                                                                        |
| Автономність плавання        | діб                                                                          | діб                                                                          |
| Екіпаж                       | 100—120 осіб                                                                 | 100—120 осіб                                                                 |
| Розміри                      |                                                                              |                                                                              |
| Довжина найбільша (по КВЛ)   | 114,9 м                                                                      | 114,9 м                                                                      |
| Ширина корпусу найб.         | 10,5 м                                                                       | 10,5 м                                                                       |
| Водотоннажність надводна     | 7800 т                                                                       | 7800 т                                                                       |
| Озброєння                    |                                                                              |                                                                              |
| Торпедно- мінне озброєння    | Носові: 4 ТА калібру 533-мм, (27 торпед Mk-48)                               | Носові: 4 ТА калібру 533-мм, (27 торпед Mk-48)                               |
| Ракетне озброєння            | 12 вертикальних ПУ ракет «Томагавк»                                          | 12 вертикальних ПУ ракет «Томагавк»                                          |

«Джон Г. Далтон» (англ. USS John H. Dalton (SSN-808)) - підводний човен типу «Вірджинія» V Серії. 

## Історія створення
Підводний човен «Джон Г. Далтон» був замовлений 2 грудня 2019 року. Про назву човна повідомив міністр військово-морських сил США Карлос Дель Торо 28 лютого 2023 року.
Свою назву човен отримав на честь Джона Далтона (англ. John Howard Dalton), міністра військово-морських сил США у 1970-х роках, який під час військової служби також був підводником. 